# 上原理生
上原 理生（うえはら りお、1986年10月29日 - ）は、埼玉県出身のミュージカル俳優、声楽家。東京藝術大学音楽学部声楽科卒業。身長183cm。血液型O型。

## 来歴
- 2009年3月 東京藝術大学音楽学部声楽科卒業[2]。卒業時、東京藝術大学同声会賞・アカンサス賞受賞[2]。
- 2011年公演の「レ・ミゼラブル」でアンジョルラス役をオーディションで射止めデビュー。
- 2021年10月、7年間所属していた「オーチャード」を、 契約期間満了に伴い退所。

## エピソード
- 小さい頃から歌が好きで夢はロック歌手だった。高校入学後バンドを組もうとしていたが、音楽の先生に勧められ高校2年生より声楽を習い始める[3][4]。
- 東京藝術大学在学中より、「ドン・ジョヴァンニ」、「ジャンニ・スキッキ」、「こうもり」等、オペラ、オペレッタで舞台を踏む。ソプラノ歌手鮫島有美子のバックコーラスとしても活躍[5]。
- 映画「容疑者Xの献身」オリジナル・サウンドトラックにコーラスとして参加している。
- 大学3年の時には、学生サークルによる自主企画の「レ・ミゼラブル」で、アンジョルラス、およびジャベールを演じた。演じるにあたり、「レ・ミゼラブル」2007年公演を観劇。エピローグ”世に苦しみの…”が胸に響く[5][6][7]。
- 大学では、舞台演出家小池修一郎の授業を受けており、素質を認められていた[8][9]。
- 「レ・ミゼラブル」オーディション一次審査では、2曲歌うことになっており、「一日の終わりに」を最初に歌った。その後アンジョルラスの歌があるからと軽めに歌い、席に戻って2曲目のイメージをふくらませていた所、“はい、お疲れ様でした”となり、“あ、落ちた”と真っ青になったが、実際は合格した[10]。
- 「レ・ミゼラブル」では、その歌唱力を各メディアで高く評される[11][12]。

## 人物・嗜好
- 声種はバリトン
- シューズサイズは、28cm。
- 好きな女性のタイプは、古風で風情や情緒がわかる人。恋愛には熱くなるほう[13]。

## 出演

### 舞台
- 「レ・ミゼラブル」（帝国劇場） - アンジョルラス 役　（2011年4月8日-6月11日）
- 「ロミオ＆ジュリエット」（赤坂ACTシアター、梅田芸術劇場） - ティボルト 役　（2011年9月8日-10月20日）
- 「ミス・サイゴン」（青山劇場 他） - ジョン 役　（2012年7月2日-12月29日）
- 「レ・ミゼラブル」（帝国劇場 他） - アンジョルラス 役　（2013年4月-11月）
- 「ちぬの誓い」（東京芸術劇場 プレイハウス、兵庫県立芸術文化センター 阪急中ホール） - 獅子丸 役　（2014年3月-4月）
- 「かぐや伝説 ―月からの贈り物ー」（川崎市アートセンター アルテリオ小劇場） - 桃井／百瀬 役　（2014年4月-5月）
- 「ミス・サイゴン」（帝国劇場 他）- ジョン 役　（2014年7月-10月）
- 「ヴェローナの二紳士」（日生劇場 他）-  エグラモー 役　（2014年12月）
- 「レ・ミゼラブル」（帝国劇場 他） - アンジョルラス 役　（2015年4月-9月）
- 「HEADS UP!」（KAAT神奈川芸術劇場 他）- 九条六平 役　（2015年11月-12月）
- 「わが愛の譜〜滝廉太郎物語」（江東区亀戸文化センター カメリアホール）- 滝廉太郎 役（2016年1月）
- 「1789 -バスティーユの恋人たち-」（帝国劇場 他）- ダントン 役　（2016年4月-5月）
- 「三銃士」（日生劇場） - アラミス 役（2016年8月）
- 「ミス・サイゴン」（帝国劇場 他）- ジョン 役　（2016年10月-2017年1月）
- 「レ・ミゼラブル」（帝国劇場 他） - アンジョルラス 役　（2017年5月-10月）
- 「スカーレット・ピンパーネル」- ロベスピエール／プリンス・オブ・ウェールズ 役（梅田芸術劇場メインホール・TBS赤坂ACTシアター：2017年11月-12月）
- 「1789 -バスティーユの恋人たち-」- ダントン 役（帝国劇場 他全国ツアー：2018年4月-7月）
- 「にっぽん男女騒乱記」- 瀬野陽太 役（東京芸術劇場シアターウエスト・湘南台文化センター：2018年9月）
- 「ピアフ」- ブルーノ 役（シアタークリエ　他全国ツアー：2018年11月-12月）
- 「イヴ・サンローラン」- ピエール・ベルジェ 役（よみうり大手町ホール：2019年2月）
- 「レ・ミゼラブル」（帝国劇場 他） - ジャベール 役   （2019年4月-5月）
- 「黑世界＜日和の章＞」（2020年9月 - 10月）
- 「マリー・アントワネット」- オルレアン公 役　（2021年1月-2月）
- 「レ・ミゼラブル」（帝国劇場 他） - ジャベール 役    （2021年5月 - 10月）
- 「フィスト・オブ・ノーススター～北斗の拳～」（日生劇場　他）−レイ・ジュウザ　交互で役替り（2021年12月−2022年1月　　2022年秋　中国ツアーの予定）
- ミュージカル 『生きる』（2023年9月、新国立劇場 中劇場 / 2023年9月 - 10月1日、梅田芸術劇場メインホール） - 小説家 役（平方元基とダブルキャスト）[14]
- 「イザボー」（東京建物 Brillia HALL 他） - シャルル六世 役 （2024年1月 - 2月）[15][16]
- 「スウィーニー・トッド フリート街の悪魔の理髪師」（東京建物 Brillia HALL） - ターピン 役 （2024年3月）[17]
- 「蝶々夫人」（イタリア文化会館 ホール 他） - ピンカートン 役（2025年3月）[18]
- ミュージカル「LAZARUS-ラザルス-」（2025年5月 - 6月、KAAT神奈川芸術劇場 ホール 他） - バレンタイン 役[19][20]
- ミュージカル「ある男」（2025年8月 - 9月〈予定〉、東京建物 Brillia HALL 他） - 谷口恭一 役[21][22]

### コンサート
- 「東日本復興応援チャリティーイベント ワンダーランドへようこそ!!」（THEATRE1010） - （2011年12月16日,18日）
- 「クリスマスディナーショー 2011」（宝塚ホテル） - 和音美桜、原田優一との共演　（2011年12月24日）
- 「鮫島有美子　“愛の讃歌”〜岩谷時子の世界〜」（札幌コンサートホールKitara、東京オペラシティコンサートホール） - （2012年12月18日,20日）
- 「ミュージカル『ア・ソング・フォー・ユー』クリスマススペシャルコンサート」（中野サンプラザ） - ゲスト出演　（2012年12月19日）
- 「上原理生＆酒井崇バリトン・リサイタル〜Silent Night〜」（東京オペラシティリサイタルホール） - （2013年12月19日）
- 「クリエ・ミュージカル・コレクション」（シアタークリエ） - （2014年1月）
- 「RIO UEHARA FIRST MOVEMENT 〜上原 理生 リサイタル〜」 （白寿ホール） - （2014年5月16日）
- 「上原理生 Official Fan Club発足記念ライヴ」（Music Restaurant "La Donna"） - （2014年10月29日）
- 「上原理生＆酒井崇　バリトンリサイタル〜O HOLY NIGHT〜」（浜離宮朝日ホール） - （2014年11月11日）
- 「上原理生 オフィシャルファンクラブイベント DerMond Fest」（Art Cafe Friends） - （2015年2月28日）
- 「ORCHARD LIVE」（新宿ReNY） - （2015年8月3日）
- 「上原理生ファーストコンサート」 （東京文化会館） - （2015年10月14日）
- 「Adam's First Live」(よみうり大手町ホール)-(2017年2月10日・11日) (関内ホール) (2月17日)
- 「ドリーム・キャラバン 2023 with シンフォニック・ジャズ・オーケストラ」（東京オペラシティ） - （2023年11月）[23]
- 「上原理生フェスティバル～Unlimited～」（コピスみよし）（2025年2月22日・23日）

## CD
- 「ロミオ＆ジュリエット」 日本オリジナルバージョン ハイライト・ライブ録音盤CD （山崎Ver.） - 2012年3月15日発売
- 「Die Welt」上原理生ファーストCDアルバム - 2015年10月14日発売
- 「1789〜バスティーユの恋人たち〜」日本オリジナルバージョン ハイライト・ライブ録音盤CD (自由ver.) (平等ver.)
- 「Risonanzeー響鳴ー」-2025年1月24日発売

## テレビ
- 「久保みねヒャダ 明けましてこじらせナイト 寿スペシャル<祝！2014年フジテレビで初笑>」（フジテレビ） ゲスト出演 - 2014年1月1日
- 「久保みねヒャダ 明けまして寿スペシャル2015」（フジテレビ） ゲスト出演 - 2015年1月1日
- 「うたコン」（NHK） 生放送出演 - 2016年9月13日
- 「うたコン｣ （NHK）生放送出演 ‐2017年4月18日
- クラシックTV「みんなが夢中！レ・ミゼラブル」2021年4月29日
- 「2022 FNS歌謡祭 夏」（フジテレビ）「ミス・サイゴン」カンパニー メンバー - 2022年7月13日

## ラジオ
- 「日刊！さいたま〜ず」（NHKさいたま放送局） ゲスト出演 - 2013年11月28日
- 「望海風斗のサウンドイマジン」(NHK) ゲスト出演-2024年9月22日

## 書籍
- 月刊誌「シアターガイド」（2011年2月号-2011年7月号） - 「私の今月」連載
- 「気鋭のミュージカル俳優たち: Actor's Mind 上原理生 海宝直人 小西遼生 成河 中川晃教 平方元基 古川雄大」 徳間書店 - 2016年8月26日発売